# Takefusa Kubo
Takefusa Kubo (jap. 久保 建英 Kubo Takefusa; ur. 4 czerwca 2001 w Kawasaki) – japoński piłkarz występujący na pozycji pomocnika w hiszpańskim klubie Real Sociedad oraz w reprezentacji Japonii.

## Kariera klubowa
W wieku siedmiu lat zaczął grać w klubie FC Persimmon, lokalnym zepsole z siedzibą w jego rodzinnym mieście Kawasaki. W sierpniu 2009 roku, w wieku ośmiu lat, otrzymał nagrodę dla najlepszego zawodnika na obozie piłkarskim FC Barcelona Soccer Camp. W kwietniu 2010 roku został wybrany do drużyny FC Barcelona School i uczestniczył w Sodexo European Rusas Cup odbywającym się w Belgii. Ponownie otrzymał nagrodę MVP, mimo że jego drużyna zajęła trzecie miejsce. Po powrocie do domu zaczął grać w drużynie juniorów Kawasaki Frontale.
W sierpniu 2011 roku dołączył do młodzieżowej akademii FC Barcelona, La Masii. Zaczął grać dla Barca Alevin C (U-11). W swoim pierwszym pełnym sezonie (2012/2013) został najlepszym strzelcem w lidze – zdobył 74 bramki w 30 meczach. W swoim trzecim pełnym sezonie (2014/2015) awansował do drużyny Barca Infantil A (U-14). Jednak później okazało się, że kataloński klub naruszył międzynarodową politykę transferową FIFA dla zawodników poniżej 18 roku życia co sprawiło, że Kubo nie mógł grać w klubie. Wrócił do Japonii w marcu 2015, podpisując kontrakt z juniorskim zespołem młodzieżowym F.C. Tokyo.
W 2016 dołączył do zespołu FC Tokyo U-18. We wrześniu 2016 roku, w wieku piętnastu lat, awansował do pierwszej drużyny F.C. Tokyo. 5 listopada zadebiutował w zespole rezerw w lidze J3 wchodząc w przerwie w meczu z AC Nagano Parceiro. W najwyższej klasie rozgrywkowej po raz pierwszy zagrał mając 15 lat, 5 miesięcy i 1 dzień, co czyni go najmłodszym debiutantem w J1 League.
15 kwietnia 2017 roku Kubo został najmłodszym zawodnikiem, który strzelił gola w J1 League w wieku 15 lat i 10 miesięcy w wygranym 1:0 meczu z Cerezo Osaka U-23. 3 maja zadebiutował w pierwszej drużynie w J.League YBC Levain Cup grając 25 minut w wygranym 1:0 meczu z Hokkaido Consadole Sapporo. W listopadzie 2017 F.C. Tokyo ogłosiło podpisanie z Kubo pierwszego profesjonalnego kontraktu.
Od początku sezonu 2019 Kubo zaczął regularnie grać w wyjściowym składzie F.C. Tokyo zarówno w lidze, jak i w pucharze. 16 sierpnia 2018 dołączył do zespołu Yokohama F. Marinos na zasadzie półrocznego wypożyczenia. W swoim debiucie strzelił gola w meczu wyjazdowym przeciwko Vissel Kobe.
14 czerwca 2019 Kubo dołączył do Realu Madryt, podpisując z nowym klubem pięcioletni kontrakt.

## Kariera reprezentacyjna
W wieku piętnastu lat został powołany do reprezentacji Japonii U-20 na odbywające się w 2017 roku Mistrzostwa świata.
W 2019 krótko przed ukończeniem osiemnastego roku życia został powołany do reprezentacji na turniej Copa América. Zadebiutował 9 czerwca 2019 roku w towarzyskim meczu z Salwadorem, zmieniając w 67-ej minucie Takumi Minamino.